# مردم کورنی
مردم کورنی (کرنوالی: Kernowyon) قومیتی وابسته به کورنوال، در جنوب غربی انگلستان بریتانیای کبیر هستند، که به عنوان بخشی از انگلستان اداره می‌شوند، و بریتانیا به عنوان یک اقلیت ملی به رسمیت شناخته می‌شوند. بدین ترتیب کورنی‌ها قومیتی متمایز درون بریتانیا هستند، که ریشه هایشان به بریتون‌های باستان که پیش از فتح بریتانیا به دست روم در جنوب و مرکز بریتانیای کبیر می‌زیستند می‌رسد، و امروزه برخی از آنان هنوز هویت متمایزی، جدا یا علاوه بر هویت‌های  انگلیسی یا  بریتانیایی اظهار می‌کنند. هویت کورنی از سوی مهاجرین به کورنوال و نیز جوامع مهاجر از آن یا با تبار آن، که گاهی دیاسپورای کورنی خوانده می‌شود، نیز اختیار شده است.